# 7318 Dyukov
A 7318 Dyukov (ideiglenes jelöléssel 1969 OX) a Naprendszer kisbolygóövében található aszteroida. B. A. Burnasheva fedezte fel 1969. július 17-én.